# 藤田敏郎 (外交官)
藤田 敏郎（ふじた としろう、1862年8月1日（文久2年7月6日） - 1937年（昭和12年）1月29日）は、明治・大正期日本の外交官。初代シンガポール領事や、ロンドン総領事、サンパウロ総領事等を務めた。

## 人物
岡山県津山市出身。父は津山藩士・渡邊政。明治維新後に没落し藤田家に養子入りした。英語などを学び、商法講習所（現一橋大学）卒業。共同運輸会社入社後、母校商法講習所の矢野二郎校長の勧めで、1885年に外務書記生となった。翌1886年から在ホノルル日本領事館勤務。
1888年から在サンフランシスコ日本領事館書記生を務め、在任中メキシコでの日本人殖民地建設を建議し、1891年に中南米初の日本領事館がメキシコに開設されると初代領事代理として赴任した。1895年ペナン兼マラッカ二等領事。1896年シンガポール二等領事。
1897年ジャワ二等領事兼轄。同年在シャム公使館二等書記官、バンコク一等領事。1899年カナダ東部地方一等領事兼轄。1906年ボンベイ領事。1910年在ブラジル日本公使館一等書記官、リオデジャネイロ領事。1911年在ブラジル日本公使館臨時代理公使。1913年待命・外務大臣官房会計課長心得、文官普通試験委員、文官普通懲戒委員。
1914年日本専管居留地経営事務監督官。1916年ロンドン総領事。同年待命・外務大臣官房会計課長心得、外務大臣官房文書課長心得。1917年外務省所管事務政府委員。1920年サンパウロ総領事。1923年依願退官。

## 親族
作曲家の伊東乾東京大学大学院情報学環教授は曾孫。

## 著書
- 『南米の殖民地 : 附・ブラジル渡航案内』アルパ社 1924年
- 『日華診療会話』商務印書館 1928年
- 『海外在勤四半世紀の回顧』 1931年

## 栄典
- 1886年 ハワイ王国王冠第五等勲章[26]
- 1897年 従六位[27]
- 1898年 白象勲章第三等[28]
- 1904年 従五位[29]
- 1907年 勲五等瑞宝章[30]
- 1915年 正五位[31]
- 1920年 従四位[32]
- 1923年 正四位[24]